# Ibexa DXP
Ibexa DXP ist eine modulare Digital Experience Platform (DXP) mit umfassendem Content Management, CDP, E-Commerce und Workflow-Automatisierung. Das Produktportfolio umfasst die Editionen Ibexa Headless, Ibexa Experience und Ibexa Commerce. Das Unternehmen hat seinen Hauptsitz in Oslo, Norwegen, und ist europaweit tätig. Ibexa ist Teil der QNTM-Gruppe.

## Geschichte
Ibexa DXP ist der Nachfolger der eZ Platform, die ihrerseits eZ Publish ablöste – ein Open Source Content Management System (CMS), das ursprünglich 1999 veröffentlicht wurde. Mit der Einführung von eZ Publish 5 begann eine Übergangsphase, in der Legacy-Code mit neu entwickelten Komponenten kombiniert wurde. Später ersetzte die eZ Platform den Legacy-Code vollständig und vollzog die Migration zu einer modernen Codebasis, die auf dem Symfony Full Stack Framework basiert. Die Plattform behielt die Kernkonzepte von eZ Publish bei und führte gleichzeitig neue Funktionalitäten ein.
Die erste Version der eZ Platform wurde offiziell am 15. Dezember 2015 veröffentlicht.
Am 2. April 2020 stellte eZ Systems die eZ Platform Version 3 vor, die die Plattform zu einer vollwertigen Digital Experience Platform (DXP) weiterentwickelt. Später in diesem Monat, am 27. April 2020, gab eZ Systems seine Umbenennung in Ibexa bekannt, um die neue strategische Ausrichtung und Positionierung des Unternehmens widerzuspiegeln. Die Umbenennung wurde am 26. Oktober 2020 mit der Veröffentlichung von Ibexa DXP 3.2 weiter gefestigt, das die bisherige eZ Platform 3.1 unter der neuen Marke ersetzt. Seitdem wird Ibexa DXP in mehreren Editionen angeboten, die ursprünglich OSS, Content, Experience und Commerce hießen. Mit der Version 4.6 wurde die Content-Edition in Headless umbenannt, um ihre Funktionalität besser widerzuspiegeln.
Die letzte stabile und langfristig unterstützte Version von Ibexa DXP wurde am 13. Februar 2024 veröffentlicht.

## Übernahmen
Am 19. November 2021 erwarb die QNTM Group, eine führende europäische MarTech-Gruppe mit Hauptsitz in Norwegen, Ibexa. Am 17. Dezember 2024 fusionierte Ibexa mit Quable, einem Anbieter von Product Information Management (PIM)-Lösungen für Marken und Hersteller. Am 13. Januar 2025 kündigte Ibexa eine strategische Fusion mit Raptor an, einem Anbieter von Lösungen für Customer Data Platform (CDP), Empfehlungen und Personalisierung.

## Eigenschaften
Ibexa DXP basiert auf dem Symfony Full Stack Framework. Da Ibexa DXP auf dem Full Stack Framework aufbaut, können Entwickler jede Symfony Extension (d. h. Bundle) in Ibexa DXP integrieren, um zusätzliche Funktionalität hinzuzufügen. Umgekehrt können Symfony-Entwickler Ibexa DXP in ihre Symfony-Projekte integrieren. Ibexa DXP selbst ist – aus Symfony-Sicht – eine Reihe von Bundles, die auf Symfony aufbauen und Funktionen hinzufügen, wie z.B:
- Ein Content-Repository mit Mehrsprachigkeit und Versionierung
- Eine Benutzeroberfläche zur Verwaltung des Content-Repositories
- REST- und GraphQL-APIs zur Interaktion mit dem Content-Repository über JavaScript oder andere Clients
- Ein Siteaccess-Konfigurationsmodell für die Zuordnung von URLs zur Bereitstellung von Sichten auf das Repository
- Benutzer- und Rechteverwaltung zur Steuerung des Zugriffs auf das Repository
- Integrierte Solr-Suchmaschine für Performance- und Suchfunktionen